# Richard Buckner
Richard Buckner, född 1967 i San Francisco, Kalifornien, är en amerikansk alternative country-musiker. Han albumdebuterade 1994 med skivan Bloomed.

## Diskografi
- Bloomed (1994, 1999)
- Richard Buckner (1996, 2003)
- Devotion + Doubt (1997)
- Since (1998)
- The Hill (2000)
- Impasse-ette (EP) (2002)
- Impasse (2002)
- Dents and Shells (2004)
- Sir Dark Invader vs. The Fanglord [with Jon Langford] (2005)
- Meadow (2006)
- Our Blood (2011)
- Surrounded (2013)